# Gargara rubrogranulata
Gargara rubrogranulata är en insektsart som beskrevs av Bierman. Gargara rubrogranulata ingår i släktet Gargara och familjen hornstritar. Inga underarter finns listade i Catalogue of Life.